# 第63师团 (日本陆军)
第63师团（だいろくじゅうさんしだん）是大日本帝國陸軍师团之一。

## 沿革
1943年5月，独立混成第15旅团和独立混成第6旅团的一部分，参照在日本本土編成的部隊于華北组建的治安师团。編成後，归属北支那方面軍负责北京至保定地区的警備任务。1944年（昭和19年）5月起参加大陸打通作战中的京漢作战。
1945年（昭和20年）6月，第63师团转移至满洲配属至第44軍，駐屯于通遼。同年8月随着苏联军队的進攻而撤退至奉天，在负责奉天東部的防御中迎来終战。

## 师团概要

### 歴代师团長
- 野副昌德 中将：1943年6月10日 -
- 岸川健一 中将：1945年3月9日 -

### 最終司令部構成
- 参謀長：永井浩一大佐
  - 参謀：大原晴海中佐
- 高級副官：林吾夫少佐
- 経理部長：中台一主計大佐
- 軍医部長：大河内三郎軍医中佐

### 最終所属部隊
- 步兵第66旅团：下枝龍男少将
  - 独立步兵第77大隊：石野武少佐
  - 独立步兵第78大隊：小田二郎少佐
  - 独立步兵第79大隊：矢萩留次郎少佐
  - 独立步兵第137大隊：有馬敏雄大佐
- 步兵第67旅团：橋場帝次大佐
  - 独立步兵第24大隊：上條保廣大佐
  - 独立步兵第25大隊：福永勇吉大佐
  - 独立步兵第80大隊：山川吉春少佐
  - 独立步兵第81大隊：河野亨大尉
- 第63师团迫撃砲隊：
- 第63师团通信隊：小島梅太郎大尉
- 第63师团工兵隊：西泽彦義大尉
- 第63师团輜重隊：岩谷常男大尉
- 第63师团野战医院：大久保一郎少佐
- 第63师团病馬廠：東口力小大尉